# Kallaganguru, Shimoga
Kallaganguru là một làng thuộc tehsil Shimoga, huyện Shimoga, bang Karnataka, Ấn Độ.